# Charles Stephen
Charles Stephen (7 mei 1930) is een Indiaas hockeyer.
Stephen nam deel aan de Olympische Zomerspelen 1956 en won uiteindelijk met de Indiase ploeg de gouden medaille.

## Resultaten
- 1956  Olympische Zomerspelen in Melbourne

- Virtual International Authority File: 33952348